# CJ van der Linde
Christoffel Johannes van der Linde (* 27. August 1980 in Welkom, Südafrika), besser bekannt als CJ van der Linde, ist ein südafrikanischer Rugby-Union-Spieler, der auf der Position des rechten Pfeilers für die Springboks und Leinster Rugby spielt.
Sein Debüt bei den Springboks hatte CJ van der Linde im Alter von 22 Jahren am 16. November 2002 im Spiel gegen Schottland im Murrayfield Stadium. Er hatte mit den Springboks noch im gleichen Jahr ein zweites Spiel, diesmal gegen England.
Erst 2004 wurde er wieder für die Springboks für die Spiele gegen Irland nominiert. 2007 war er Teil der Mannschaft, die den Titel bei der Weltmeisterschaft erringen konnte. Mit Leinster gewann er 2009 den Heineken Cup, konnte aufgrund einer Verletzung im entscheidenden Teil der Saison jedoch nicht spielen.
CJ van der Linde ist einer der stärksten seiner Mannschaft im Bankdrücken mit 190 kg. Er selbst wiegt 125 kg und ist 189 cm groß.